# Сили територіальної оборони Збройних Сил України
Сили територіальної оборони (абр. Сили ТрО) — окремий вид Збройних сил України, на який покладається організація, підготовка та виконання завдань територіальної оборони. Безпосереднє керівництво територіальною обороною здійснюється Головнокомандувачем ЗСУ через Командувача Сил територіальної оборони.
Тривалий час ТрО була частиною Сухопутних військ. Внаслідок реформи, 1 січня 2022 року Сили територіальної оборони були виділені в окремий вид ЗСУ. У складі Сил територіальної оборони України передбачено 25 бригад (одна бригада на регіон), які складалися із понад 150 батальйонів (один батальйон на район).
Силам територіальної оборони Збройних сил України належить чільна роль в організації та виконанні завдань територіальної оборони. Територіальна оборона, поряд з рухом опору та підготовкою громадян України до національного спротиву є складовою Національного спротиву в Україні.
За даними видання The Military Balance 2025 року, Сили територіальної оборони мали чисельність у близько 100.000 військовослужбовців. Вони були організовані у 26 легкопіхотних бригад.

## Завдання
Завданнями територіальної оборони є:
1. своєчасне реагування та вжиття необхідних заходів щодо оборони території та захисту населення на визначеній місцевості до моменту розгортання в межах такої території угруповання військ (сил) або/чи угруповання об'єднаних сил, призначених для ведення воєнних (бойових) дій з відсічі збройної агресії проти України;
2. участь у посиленні охорони та захисті державного кордону;
3. участь у захисті населення, територій, навколишнього природного середовища та майна від надзвичайних ситуацій, ліквідації наслідків ведення воєнних (бойових) дій;
4. участь у підготовці громадян України до національного спротиву;
5. участь у забезпеченні умов для безпечного функціонування органів державної влади, інших державних органів, органів місцевого самоврядування та органів військового управління;
6. участь в охороні та обороні важливих об'єктів і комунікацій, інших критично важливих об'єктів інфраструктури, визначених Кабінетом Міністрів України, та об'єктів обласного, районного, сільського, селищного, міського значення, районного у містах рад, сільських, селищних, порушення функціонування та виведення з ладу яких становлять загрозу для життєдіяльності населення;
7. забезпечення умов для стратегічного (оперативного) розгортання військ (сил) або їх перегрупування;
8. участь у здійсненні заходів щодо тимчасової заборони або обмеження руху транспортних засобів і пішоходів поблизу та в межах зон/районів надзвичайних ситуацій та/або ведення воєнних (бойових) дій;
9. участь у забезпеченні заходів громадської безпеки і порядку в населених пунктах;
10. участь у запровадженні та здійсненні заходів правового режиму воєнного стану в разі його введення на всій території України або в окремих її місцевостях;
11. участь у боротьбі з диверсійно-розвідувальними силами, іншими збройними формуваннями агресора (противника) та не передбаченими законами України воєнізованими або збройними формуваннями;
12. участь в інформаційних заходах, спрямованих на підвищення рівня обороноздатності держави та на протидію інформаційним операціям агресора (противника).

## Історія
Поняття територіальної оборони з'явилося в українському законодавстві у 2008 році, із внесенням поправки 803-VI від 25.12.2008 до Закону України «Про оборону України», де «територіальна та цивільна оборона» була замінена термінами «територіальна оборона та цивільний захист». Були внесені і інші суттєві зміни для підвищення ефективності територіальної оборони.
В 2012 році під час навчань було практично відпрацьовано формування батальйону територіальної оборони з призовом військовозобов'язаних, проведення бойового злагодження. Це стало єдиним випадком таких навчань до початку російсько-української війни.

### Російсько-українська війна
2014 року Росія почала війну проти України, вторгшись у лютому до Криму, а згодом на Донбас. Україна почала часткову мобілізацію.
У квітні 2014 року, відповідно до плану територіальної оборони та мобілізаційного плану, було прийнято рішення щодо формування обласними військовими комісаріатами до 30 травня 2014 року батальйонів територіальної оборони як окремих військових частин. Плани передбачали формування по одному батальйону на область, але завдяки добровольчому руху було сформовано додаткові батальйони у Київський, Запорізькій, Чернігівській, Кіровоградській та Дніпропетровській областях (34-й, 37-й, 39-й, 40-й, 41-й, 42-й та 43-й). Всього було сформовано 32 батальйони.

Структура батальйонів на початок формування складалася з двох рот охорони та стрілецької роти. На озброєнні перебували лише стрілецьке озброєння та автомобільна техніка. Загальна чисельність за штатом — 423 особи. Протягом 2014 року до штатів батальйонів були внесені зміни та введені додаткові підрозділи та посади: зенітний взвод, мінометна батарея та інші.
Наприкінці 2014 року система територіальної оборони України, сформована відповідно концепції 2011 року,[джерело?] зазнала змін. Сформовані навесні-влітку 2014 року батальйони територіальної оборони були переформовані у мотопіхотні та передані до складу бригад Сухопутних військ. Згодом більшість з них втратили статус окремих та стали лінійними батальйонами у складі військових частин.
Прикладом українських формувань пізніше для розбудови власних збройних сил скористалася Польща,[джерело?] яка від 2015 року впроваджує аналогічну практику, відновивши власні Війська територіальної оборони.
Обласні військові комісаріати формують на своїй базі окремий стрілецький батальйон, районні (міські) військові комісаріати формують загони оборони в кількості від 2 до 5 загонів, в залежності від покладених завдань. Крім того, обласні та районні військові комісаріати мають у своєму штаті роти охорони, які залучаються до виконання завдань територіальної оборони (ТрО).
Усі підрозділи комплектуються резервістами та військовозобов'язаними. Підготовка особового складу підрозділів ТрО проводиться в рамках навчальних зборів з військовозобов'язаними (з практичним призовом) та занять, які проводяться в період між навчальними зборами.
Особовий склад стрілецьких батальйонів проходить навчання з тактичної, вогневої, інженерної, медичної та спеціальної підготовки на військових полігонах під час військових зборів. Крім того, у перспективі, відповідно до планів переозброєння Збройних Сил, передбачається введення до штатів стрілецьких батальйонів та загонів оборони більш важкого озброєння.

### Формування
Наприкінці січня 2015 року у Черкаській області було сформовано 16 рот та 62 загони територіальної оборони. На початку лютого 2015 року у Полтавській області було сформовано 84 загони територіальної оборони. У Харківській області сформовано 70 загонів територіальної оборони.
Кабінет Міністрів України вніс до Верховної Ради законопроєкт № 6544 від 06.06.2017 «Про внесення змін до деяких законів України щодо удосконалення питань керівництва територіальною обороною». Проєкт розроблено Міністерством оборони України у зв'язку із необхідністю удосконалення організації територіальної оборони, а також оптимізації розподілу повноважень органів військового управління Збройних Сил України, органів державної влади з керівництва територіальною обороною.
З метою оптимізації питань підготовки та ведення територіальної оборони потребують законодавчого врегулювання:
- залучення до керівництва територіальною обороною Командувань Сухопутних військ, Військово-Морських Сил Збройних Сил України та виконавчих органів міських рад міст обласного значення;
- організація Генеральним штабом Збройних Сил України підготовки та здійснення керівництва Національною гвардією України з виконання заходів правового режиму воєнного стану та територіальної оборони;
- організація територіальної оборони морської території держави та міст обласного значення

### Перехід до структури «бригада-область»
За планами, починаючи з 2018 року розпочався процес формування на базі загонів оборони бригад територіальної оборони за відповідними зонами територіальної оборони (бригада-область).
Від 2018 року територіальна оборона переводиться на бригадну структуру. Загони оборони, які є у кожному районі (місті) будуть переформовані у батальйони та зведені у бригади, що повинно покращити керованість і боєздатність військових частин територіальної оборони. Таких бригад буде не менше однієї на область, а на загрозливих напрямках, зокрема у прикордонних областях і більше. Управління бригадами будуть здійснювати відповідні оперативні командування Сухопутних військ ЗС України. При цьому в областях також залишаться окремі стрілецькі батальйони, які формуються обласними військовими комісаріатами та роти охорони військових комісаріатів, згідно зі структурою військ територіальної оборони, яку було запроваджено наприкінці 2014 року. Протягом 2018—2020 років планується озброєння бригад протитанковим озброєнням і 60-мм мінометами М60-16 «Камертон» — в міру їх виготовлення військовою промисловістю. Бригади територіальної оборони будуть комплектуватися як військовослужбовцями кадру, так і резервістами, які складатимуть основну чисельність і призиватимуться на службу у разі необхідності. Резервісти регулярно проходитимуть підготовку на навчальних зборах, а решту часу будуть вести звичайне цивільне життя. Фіналом підготовки стане бойове злагодження та проведення бригадних навчань. Перші бригадні навчання планується провести вже у другій половині 2018 року.
В травні 2018 року стало відомо, що Міністерство оборони України розглядало можливість надання статусу окремого виду військам територіальної оборони, які на цей час входять до складу Сухопутних військ ЗС України.
В червні 2018 року під час навчання «Північна фортеця-2018» було проведене злагодження бригади територіальної оборони, а також відпрацьовано інші аспекти їх формування. Загалом на цей час було сформовано 24 бригади територіальної оборони, керівний склад яких був присутній на цих навчаннях.
26 червня 2018 року секретар РНБО Олександр Турчинов на полігоні Гончарівське, де відбулися військові навчання з територіальної оборони «Північна фортеця-2018» зазначив, що Міністерство оборони та Генеральний штаб готують проєкт закону «Про територіальну оборону України», який після схвалення на засіданні Ради НБО буде внесено до парламенту.
- Відповідно до закону «Про оборону України», територіальну оборону на всій території країни організовує Генштаб, а на території областей — обласні державні адміністрації.
- Основними завданнями територіальної оборони є:
  - охорона та захист держкордону;
  - забезпечення умов для надійного функціонування органів влади, військового управління, стратегічного розгортання військ;
  - охорона та оборона важливих об'єктів і комунікацій;
  - боротьба з диверсійно-розвідувальними силами, іншими озброєними формуваннями агресора та антидержавними незаконно утвореними озброєними формуваннями;
  - підтримання правового режиму воєнного стану.

Олександр Турчинов також зазначив, що в кожній області за проєктом Генштабу створюються бригади територіальної оборони і окремі резервні підрозділи Нацгвардії і прикордонників. Розвиток системи територіальної оборони дозволить підготувати додатковий резерв для ЗСУ, Національної гвардії та прикордонних військ.
Станом на вересень 2018 року було сформовано 25 бригад територіальної оборони.
В листопаді 2018 у чотирьох оперативних командуваннях Сухопутних військ ЗС України тривали організаційно-методичні збори з офіцерами кадру новостворених бригад територіальної оборони. Першою, у червні 2018 року, була розгорнута до повного складу та пройшла бойове злагодження на полігоні 119-та бригада територіальної оборони на Чернігівщині. Восени також пройшли збори 113-ї, 117-ї та 124-ї бригад, у решті частин пройшли збори на рівні рот.
22 грудня 2020 року на колегії Міністерства оборони України було визначено відповідальних за створення оновленої системи територіальної оборони України, а саме Головнокомандувачу ЗС України генерал-полковнику Руслану Хомчаку, спільно із заступником міністра оборони України Олександром Поліщуком, було доручено супроводження розгляду та прийняття Закону України «Про територіальну оборону України» та організація заходів щодо створення оновленої системи тероборони. Йшлося про проєкт закону, який був розроблений за участі Міноборони, та мав бути поданий до Верховної Ради України від імені Президента України. Подання проєкту анонсувалось до 29 грудня 2020 року, проте станом на січень 2021 року він так і не був зареєстрований у Верховній Раді України.
16 липня 2021 року Верховна Рада України на останньому пленарному засіданні п'ятої сесії прийняла президентський проєкт Закону «Про основи національного спротиву» (№ 5557) та у зв'язку з цим збільшила чисельність Збройних Сил України (№ 5558). Законопроєкт про національний спротив врегулював питання розвитку територіальної оборони, організації руху опору на окупованій території під час відсічі збройної агресії та відповідної підготовки громадян України. Згідно з положеннями зазначеного Закону, який набирає чинність 1 січня 2022 року, у складі Збройних сил України з'явиться окремий рід — Сили територіальної оборони. Крім того, територіальна оборона матиме цивільну складову (органи державної та місцевої влади) і військово-цивільну (штаби зон територіальної оборони, добровольчі формування територіальних громад).
Станом на січень 2021 року у складі Сил ТрО Збройних Сил України тривало формування 25 бригад (один регіон — одна бригада), які об'єднуватимуть понад 150 батальйонів (один батальйон на район). Постійна чисельність Сил ТрО у мирний час складатиме 10 тис. військовослужбовців. По штату особливого періоду підрозділи Сил ТрО нараховуватимуть понад 130 тис. осіб, для чого буде сформовано відповідний резерв.

### Окремий рід сил
1 січня 2022 року територіальна оборона на підставі Закону України «Про основи національного спротиву» була виділена із Сухопутних військ в окремий вид Збройних Сил України.
Міністр оборони України Олексій Рєзніков на нараді в січні 2022 року зазначив:
| Розгортання системи ТрО відбуватиметься у три етапи. … На першому етапі бригади і батальйони Сил ТрО розгортатимуться по штату мирного часу. Це відбувається просто зараз. У кожному батальйоні формується кістяк з військовослужбовців ЗСУ. Їх завданням є командування, навчання та злагодження цивільних осіб, які укладуть контракт про службу в резерві ТрО і захищатимуть територію, де проживають. За рахунок цих резервістів ТрО кожен батальйон нараховуватиме до 600 осіб. Формування резерву ТрО по штатах особливого періоду — це другий етап після того, як у батальйонах та бригадах буде створено організаційно-управлінське ядро з військовослужбовців та забезпечені відповідні умови. За тими, хто укладе контракт і служитиме у резерві ТрО, буде закріплено зброю. Вона буде видаватися на час навчань, або у разі виникнення визначених ситуацій |

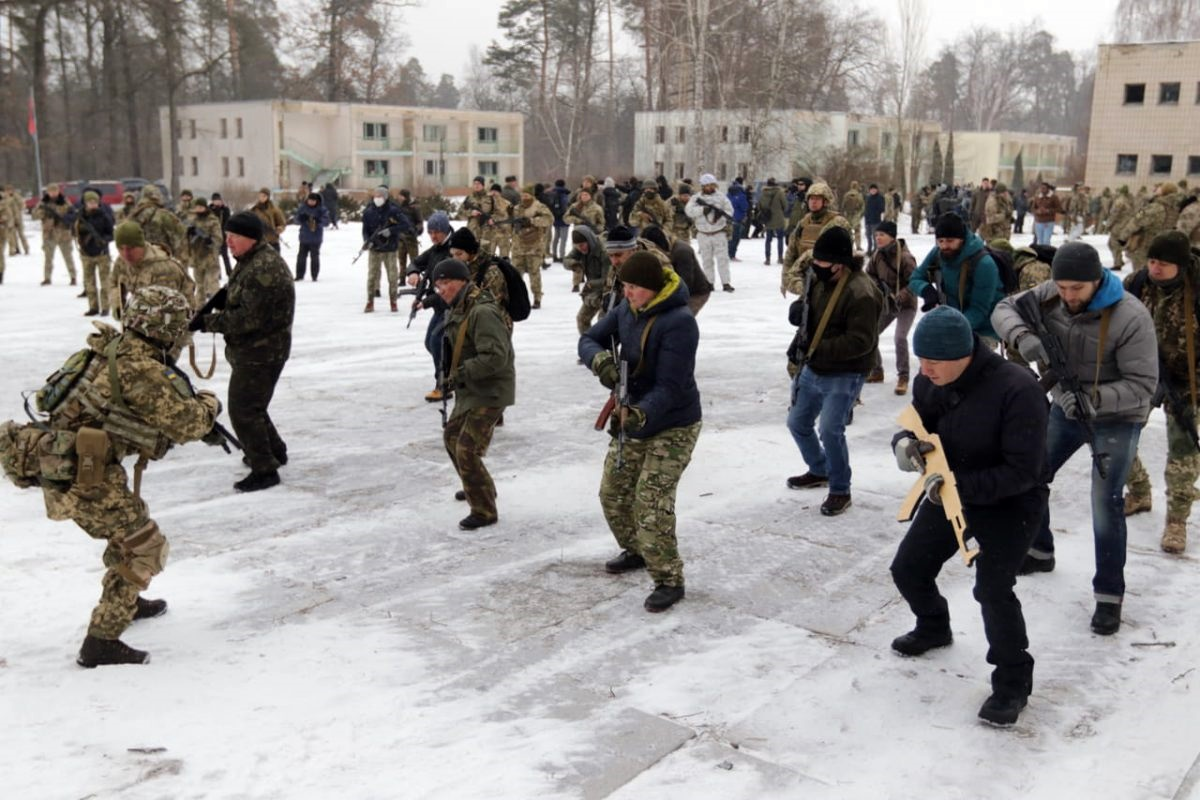
Заняття на загальних зборах 112-ї бригади, 5 лютого 2022

У січні 2022 року сили територіальної оборони виділені в окремий рід сил Збройних сил відповідно до нового закону про національний спротив.
7 січня 2022 року ГУР МО України повідомило, що основу тероборони складуть українці, які пройшли військову службу в Збройних Силах України, службу в інших військових формуваннях та правоохоронних органах.
4 лютого 2022 року народний депутат Олександр Федієнко сказав, що формування підрозділів Сил територіальної оборони має бути завершене до 15 лютого.[неавторитетне джерело]
11 лютого 2022 року секретар Ради національної безпеки і оборони Олексій Данілов, на брифінгу після завершення засідання РНБО в м. Харкові, заявив, що кількість членів територіальної оборони (ТрО) в Україні має становити два мільйони людей.
11 лютого 2022 року під час засідання президії Конгресу місцевої та регіональної влади, який відбувся в м. Харкові, президент України Володимир Зеленський визначив рівень організації територіальної оборони в Одеській області одним з найгірших в країні разом із Київською, Рівненською областями, Києвом та Маріуполем. Президент України також заявив, що голови цих обласних адміністрацій мають впродовж двох тижнів розв'язати питання із готовністю штабів територіальної оборони, а якщо це не буде зроблено, то на голів адміністрацій чекають «кадрові рішення».
16 лютого 2022 року на позачерговому засіданні дванадцятої сесії Болградської районної ради Одеської області VIII скликання, депутати Болградської районної ради не підтримали програму Національного спротиву та територіальної оборони Болградського району.

19 лютого 2022 року начальник штабу — заступник командувача Сил територіальної оборони Збройних Сил України Сергій Собко заявив, що підрозділи територіальної оборони у разі ворожого вторгнення використовуватимуть свої переваги, які дозволять успішно протидіяти противнику, зокрема, будуть влаштовувати засідки.

| Ми будемо використовувати наше знання місцевості, яке в наших людей, які живуть в тій чи в іншій громаді, в тому чи іншому селі чи в місті, краще, ніж в противника. Ми будемо рухатися швидше за них. Ми будемо знати про них все, тому що кожен буде спостерігати і бачити, що робить противник, і ця інформація надходитиме до нас. Ми будемо використовувати те озброєння і будемо давати відповідно те озброєння, яке буде ефективним в тій чи в іншій місцині |
| — Сергій Собко, начальник штабу — заступник командувача Сил територіальної оборони Збройних Сил України. 19 лютого 2022. |

### Російське вторгнення 2022 року
26 лютого 2022 року Головнокомандувач ЗСУ Валерій Залужний повідомив, що до територіальної оборони Збройних Сил України долучилося 37 тисяч резервістів. 5 березня повідомлялося, що до лав тероборони від початку вторгнення РФ вступили 100 тис. людей. На травень кількісь бійців ТрО сягнула 110 тис. осіб. У інтерв'ю Олексій Резніков сказав, що чисельності 120 000 осіб вдалося досягти «за лічені тижні».

## Навчання

### 2015
В кінці травня — на початку червня 2015 року пройшли командно-штабні навчання з територіальної оборони з практичним відмобілізуванням та злагодженням підрозділів ТрО в 18 областях України. На початку вересня, в усіх областях проходить черговий призов військовозобов'язаних на десятиденні навчальні збори для підготовки у складі батальйонів, рот та загонів.
В листопаді 2015 року відбулися навчання територіальної оборони «Рух 100. Рубіж».

### 2016
13 березня, неподалік м. Харкова проведені перші в 2016 році польові заняття із командирами і бійцями загонів територіальної оборони (ЗгО) сімох районів Харківської області.
26-27 березня 2016 року поблизу м. Києва відбулися дводенні навчання загонів територіальної оборони «Рух 100.Тризуб» (III навчання)
На початку червня 2016 року в ОК «Захід» розпочалися навчальні збори з частинами та підрозділами територіальної оборони в ході комплексного командно-штабного навчання з практичними діями військ.

### 2017
В першій половині травня 2017 року в Київській області пройшли навчання територіальної оборони.
11 червня 2017 року на Київщині урочисто розпочалися дводенні навчання сил територіальної оборони «Рух 100.Злива» на території Національного музею-заповідника «Битва за Київ у 1943 році», який знаходиться в селі Нові Петрівці. До участі в проведенні навчань було залучено представників з різних регіонів України, зокрема міста Києва та Київської області, Чернігівщини, Львівщини, Харківщини тощо. На урочистому відкритті навчань були присутні представники Генерального штабу Збройних Сил України, Командування Сухопутних військ ЗС України, оперативного командування «Північ», військовий аташе Естонії, Голова Київської обласної державної адміністрації, Голова Вишгородської районної державної адміністрації, представники Київського обласного та Київського міського військових комісаріатів.
Від 4 липня 2017 року навчальні збори резервістів підрозділів територіальної оборони увійшли в активну фазу. Розпочались навчання стрілецьких батальйонів на Черкащині та рот охорони на Київщині.
На Кіровоградщині розпочалися командно-штабні навчання територіальної оборони під керівництвом командувача Сухопутних військ Збройних Сил України, які триватимуть до 8 липня. Під час цих навчань відпрацьовуватимуться питання спроможності місцевих органів влади та органів військового управління до формування загону територіальної оборони та підготовки особового складу до виконання покладених завдань. Крім того, буде перевірено роботу системи зв'язку всіх ланок, пунктів управління обласної та районних державних адміністрацій. Також 29 червня в області розпочалися навчання для військовозобов'язаних загону територіальної оборони Голованівського району.
На Харківщині розпочались командно-штабні навчання з територіальної оборони. Захід здійснюватиметься у декілька етапів і до нього залучатимуться командування регіональних структур різних силових відомств України, усі райвійськкомати області, тисячі діючих військових та військовозобов'язаних. У ході першого етапу командно-штабних навчань було уточнено план територіальної оборони Харківської області, визначені навчально-бойові завдання начальникам районів територіальної оборони — головам районних державних адміністрацій та терміни їх виконання. Зранку рішенням керівництва зони територіальної оборони успішно проведено оповіщення та збір окремих підрозділів територіальної оборони міста Харків та області, визначено алгоритм їхніх дій тощо. Триватимуть вони до 6 липня.
На базі навчального центру Військової академії (м. Одеса) відбулися збори з військовозобов'язаними загону територіальної оборони Роздільнянського району.
На Донеччині пройшли заняття з представниками організаційної ланки загонів територіальної оборони військових комісаріатів, які дислокуються на неокупованій частині області. Захід, організований Донецьким обласним військовим комісаріатом, здійснювався за сприяння і підтримки командування оперативно-тактичного угрупування «Маріуполь». Основну увагу під час занять було зосереджено на підготуванні особового складу до виконання завдань територіальної оборони та оборони населених пунктів.
14-16 вересня 2017 року в Харківській області на загальновійськовому полігоні 92 ОМБр близько 750 бійців підрозділів територіальної оборони пройшли польовий вихід. Під час заходу військовозобов'язані вдосконалювали навички з тактики, інженерної підготовки, військової медицини, топографії та виконали бойові стрільби із пістолета, автомата і гранатомета. Дводенний захід здійснювався у рамках десятиденних військово-навчальних зборів із воїнами окремого стрілецького батальйону, що розташований на базі Харківського обласного військового комісаріату та загону тероборони Чугуївського об'єднаного райвійськкомату.
25-26 листопада 2017 року в м. Києві відбулися всеукраїнські навчання сил територіальної оборони «Рух100.Верес».
20 грудня 2017 року на базі Київського міського збірного пункту з військовими комісарами обласних військових комісаріатів ОК «Північ» їх заступниками та військових комісарів районних військових комісаріатів міста Київ та Київської області здійснено заняття з питання порядку формування і підготування бригади територіальної оборони. Керівним складом оперативного командування «Північ» на навчальних місцях організовано та практично з'ясовано основні питання щодо формування та підготування бригади територіальної оборони. Розглянуто питання мобілізаційного розгортання, здійснення професійно-психологічного відбору, розміщення, харчування військовослужбовців, організації медичного огляду, зв'язку, завдань та заходів РХБ-захисту, прийому техніки національної економіки, організації бойового злагодження бригади територіальної оборони.

### 2018
В червні 2018 року було здійснено тактичне навчання бригади ТрО Чернігівської області «Північна фортеця-2018», у ході якого було організовано злагодження бригади та відпрацьовано інші аспекти формування бригад територіальної оборони.
Після завершення перших бригадних навчань «Північна фортеця-2018» в Чернігівській області заплановано такі самі навчання в іншій прикордонній області.

### 2019
У травні 2019 року в Естонії проходили міжнародні навчання «Весняний Шторм — 2019» із залученням країн НАТО та військових з України. Від України в них брали участь військовослужбовці резерву ЗСУ, а саме бійці територіальної оборони з Харківської, Дніпропетровської та Миколаївської областей. Близько половини усіх учасників навчань з України — це резервісти-контрактники Зміївського 121-го окремого батальйону територіальної оборони 113-ї окремої бригади ТрО.

## Структура
Територія країни поділяється на зони оборони за адміністративними одиницями верхнього рівня (області, міста спеціального статусу, автономна республіка), які своєю чергою підпорядковуються відповідним оперативним командування Збройних Сил України до зони відповідальності яких належать ці адміністративні одиниці. Кожен військовий комісаріат формує роту охорони, а обласні військові комісаріати на додачу формують батальйон територіальної оборони (БТрО, 27 батальйонів), кожен районний (міський) військовий комісаріат у районі своєї відповідальності формується від 2 до 5 загонів територіальної оборони, в залежності від покладених завдань (ЗгО, 490 + 111 (райони в містах), 1202 загони, щонайменше, не враховує окуповані території). Приблизна штатна чисельність — 423428 (батальйони: 13284, роти охорони: 75988, загони оборони: 334165) осіб.
Комплектування бригад територіальної оборони відбувається на основі ОР2.
2018 року було вирішено змінити структуру військ ТрО: сформувати кадровану бригаду тероборони у кожному регіоні Україні — усього 25 (без тимчасово окупованих Криму та Севастополю) з номерами від 100 до 124. На початку 2022 року було прийнято рішення про формування чотирьох додаткових бригад у великих містах — Львів (125-та), Одеса (126-та), Харків (127-ма), Дніпро. Після початку повномасштабного вторгнення Росії 24 лютого 2022 року було сформовано ще три нових бригади (зокрема, друга бригада міста Київ). Таким чином, загальна кількість бригад станом на травень 2022 року, становила 32, з яких 25 повністю або частково брали участь у бойових діях. Станом на 2023 рік існувала 31 бригада.

### 2024

Зони територіальної оборони:

- Зони територіальної оборони:
- РУ Сил ТрО «Захід»
- РУ Сил ТрО «Схід»
- РУ Сил ТрО «Північ»
- РУ Сил ТрО «Південь»
- ТОТ АР Крим та Севастополь

- Командування Сил територіальної оборони Збройних сил України (Київ, в/ч A1155)[59]
  - 35-й центр забезпечення охорони державної таємниці (Київ, в/ч А5449)
  - 321-ша окрема рота охорони та обслуговування (Київ)
  - 211-й інформаційно-телекомунікаційний вузол (Київ, в/ч А4965)
  - 180-й окремий навчальний батальйон[60]
  - 181-й навчальний батальйон[61]
  - 411-й окремий полк безпілотних систем «Яструби»[62][63]
  - 1225-й окремий інженерно-саперний батальйон[64]
  - Окремий інженерно-саперний батальйон[65]

- Регіональне управління Сил територіальної оборони «Захід» (А5509, м. Рівне)[59]
  - 348 інформаційно-телекомунікаційний вузол (Рівне, в/ч А5005)
  - 343 окрема рота охорони та обслуговування (Рівне)
  - 101 окрема бригада територіальної оборони (А7029, Закарпатська область)
  - 102 окрема бригада територіальної оборони (А7030, Івано-Франківська область)
  - 103 окрема бригада територіальної оборони (А7031, Львівська область)
  - 104 окрема бригада територіальної оборони (А7032, Рівненська область)
  - 105 окрема бригада територіальної оборони (А7033, Тернопільська область)
  - 106 окрема бригада територіальної оборони (А7034, Хмельницька область)
  - 107 окрема бригада територіальної оборони (А7035, Чернівецька область)

- Регіональне управління Сил територіальної оборони «Схід» (А5617, м. Дніпро)[59]
  - 374 інформаційно-телекомунікаційний вузол (А5077, м. Дніпро)
  - 356 окрема рота охорони та обслуговування (м. Дніпро)
  - 108 окрема бригада територіальної оборони (А7036, Дніпропетровська область)
  - 109 окрема бригада територіальної оборони (А7037, Донецька область)
  - 110 окрема бригада територіальної оборони (А7038, Запорізька область)
  - 111 окрема бригада територіальної оборони (А7039, Луганська область)
  - 113 окрема бригада територіальної оборони (А7041, Харківська область)
  - 127-ма окрема бригада територіальної оборони (А7383, м. Харків)
  - 128-ма окрема бригада територіальної оборони (А7384, м. Дніпро)
  - 129-та окрема бригада територіальної оборони (А7224, м. Кривий Ріг, Дніпропетровська область)

- Регіональне управління Сил територіальної оборони «Північ» (А5725, м. Чернігів)[59]
  - 448 інформаційно-телекомунікаційний вузол (А5185, м. Чернігів)
  - 376 окрема рота охорони та обслуговування (м. Чернігів)
  - 112 окрема бригада територіальної оборони (А7040, м. Київ)
  - 114 окрема бригада територіальної оборони (А7042, Київська область)
  - 115 окрема бригада територіальної оборони (А7043, Житомирська область)
  - 116 окрема бригада територіальної оборони (А7044, Полтавська область)
  - 117 окрема бригада територіальної оборони (А7045, Сумська область)
  - 118 окрема бригада територіальної оборони (А7046, Черкаська область)
  - 119 окрема бригада територіальної оборони (А7047, Чернігівська область)

- Регіональне управління Сил територіальної оборони «Південь» (А5833, м. Одеса)[59]
  - 535 інформаційно-телекомунікаційний вузол (А5233, м. Одеса)
  - 379 окрема рота охорони та обслуговування (м. Одеса)
  - 120 окрема бригада територіальної оборони (А7048, Вінницька область)
  - 121 окрема бригада територіальної оборони (А7049, Кіровоградська область)
  - 122 окрема бригада територіальної оборони (А7051, Одеська область)
  - 123 окрема бригада територіальної оборони (А7052, Миколаївська область)

### 2022
- Командування Сил територіальної оборони Збройних сил України (Київ, в/ч A1155)[59]
  - 35-й центр забезпечення охорони державної таємниці (Київ, в/ч А5449)
  - 321-ша окрема рота охорони та обслуговування (Київ)
  - 211-й інформаційно-телекомунікаційний вузол (Київ, в/ч А4965)

- Регіональне управління Сил територіальної оборони «Захід» (А5509, м. Рівне)[59]
  - 348 інформаційно-телекомунікаційний вузол (Рівне, в/ч А5005)
  - 343 окрема рота охорони та обслуговування (Рівне)
  - 100 окрема бригада територіальної оборони (А7028, Волинська область)
  - 101 окрема бригада територіальної оборони (А7029, Закарпатська область)
  - 102 окрема бригада територіальної оборони (А7030, Івано-Франківська область)
  - 103 окрема бригада територіальної оборони (А7031, Львівська область)
  - 104 окрема бригада територіальної оборони (А7032, Рівненська область)
  - 105 окрема бригада територіальної оборони (А7033, Тернопільська область)
  - 106 окрема бригада територіальної оборони (А7034, Хмельницька область)
  - 107 окрема бригада територіальної оборони (А7035, Чернівецька область)
  - 125 окрема бригада територіальної оборони (А7381, м. Львів)

- Регіональне управління Сил територіальної оборони «Схід» (А5617, м. Дніпро)[59]
  - 374 інформаційно-телекомунікаційний вузол (А5077, м. Дніпро)
  - 356 окрема рота охорони та обслуговування (м. Дніпро)
  - 108 окрема бригада територіальної оборони (А7036, Дніпропетровська область)
  - 109 окрема бригада територіальної оборони (А7037, Донецька область)
  - 110 окрема бригада територіальної оборони (А7038, Запорізька область)
  - 111 окрема бригада територіальної оборони (А7039, Луганська область)
  - 113 окрема бригада територіальної оборони (А7041, Харківська область)

- Регіональне управління Сил територіальної оборони «Північ» (А5725, м. Чернігів)[59]
  - 448 інформаційно-телекомунікаційний вузол (А5185, м. Чернігів)
  - 376 окрема рота охорони та обслуговування (м. Чернігів)
  - 112 окрема бригада територіальної оборони (А7040, м. Київ)
  - 114 окрема бригада територіальної оборони (А7042, Київська область)
  - 115 окрема бригада територіальної оборони (А7043, Житомирська область)
  - 116 окрема бригада територіальної оборони (А7044, Полтавська область)
  - 117 окрема бригада територіальної оборони (А7045, Сумська область)
  - 118 окрема бригада територіальної оборони (А7046, Черкаська область)
  - 119 окрема бригада територіальної оборони (А7047, Чернігівська область)

- Регіональне управління Сил територіальної оборони «Південь» (А5833, м. Одеса)[59]
  - 535 інформаційно-телекомунікаційний вузол (А5233, м. Одеса)
  - 379 окрема рота охорони та обслуговування (м. Одеса)
  - 120 окрема бригада територіальної оборони (А7048, Вінницька область)
  - 121 окрема бригада територіальної оборони (А7049, Кіровоградська область)
  - 122 окрема бригада територіальної оборони (А7051, Одеська область)
  - 123 окрема бригада територіальної оборони (А7052, Миколаївська область)
  - 124 окрема бригада територіальної оборони (А7053, Херсонська область)

### 2018—2022
Бригада:
- Управління (штаб) бригади
  - 6 окремих батальйонів територіальної оборони[a]
    - Управління (штаб) батальйону
      - 4 стрілецькі роти ТрО
      - Розвідувальний взвод
      - Взвод зв'язку
      - Інженерно-саперний взвод
      - Медичний пункт

  - Рота вогневої підтримки
  - Рота протидиверсійної боротьби
  - Мінометна батарея
  - Підрозділи бойового і тилового забезпечення.
  - Медичний пункт

### 2015—2018
У 2015 році впроваджена нова структура військ територіальної оборони. При обласних військових комісаріатах сформовано окремі стрілецькі батальйони (по 492 особи), а при районних та міських військкоматах по 2-5 загонів оборони (по 278 осіб). До штату кожного військкомату введено роту охорони (по 121 особі), яка теж залучалася до завдань тероборони. У 2018 році у наслідок створення кадрованих бригад тероборони всі загони оборони було ліквідовано. На озброєнні новоутворених військових формувань перебували лише стрілецьке озброєння (РПГ-7, АК, ПМ) та автомобільна техніка; стрілецькі батальйони додатково оснащувалися ЗУ-23-2 та 82-мм мінометом 2Б9 «Волошка».

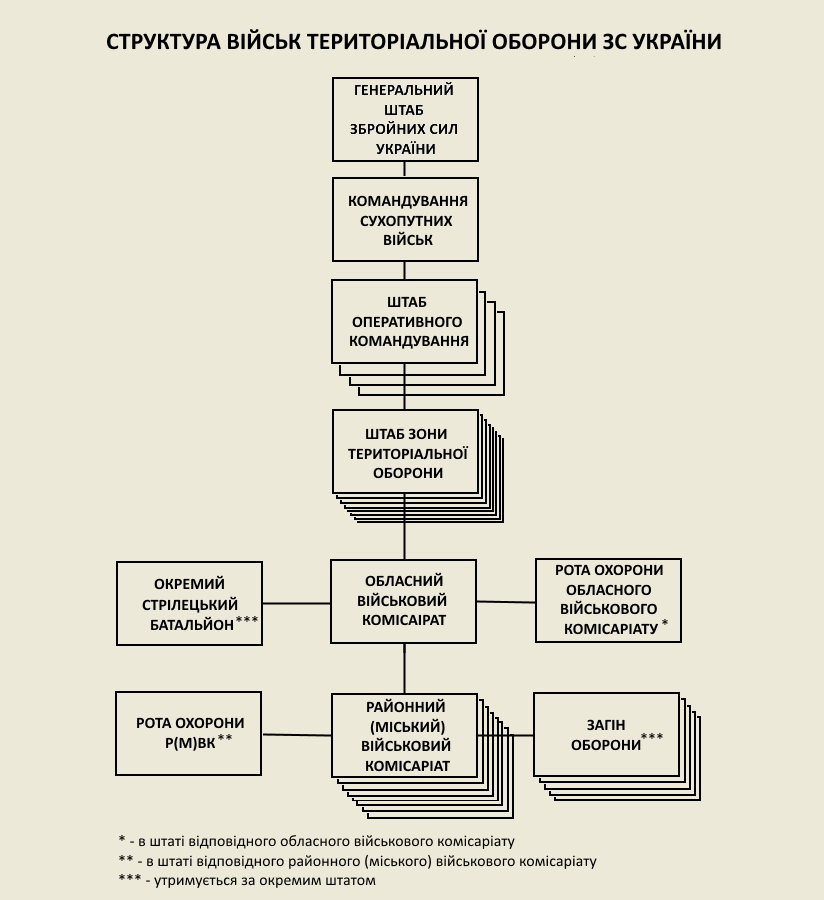
Структура військ територіальної оборони, 2015 рік
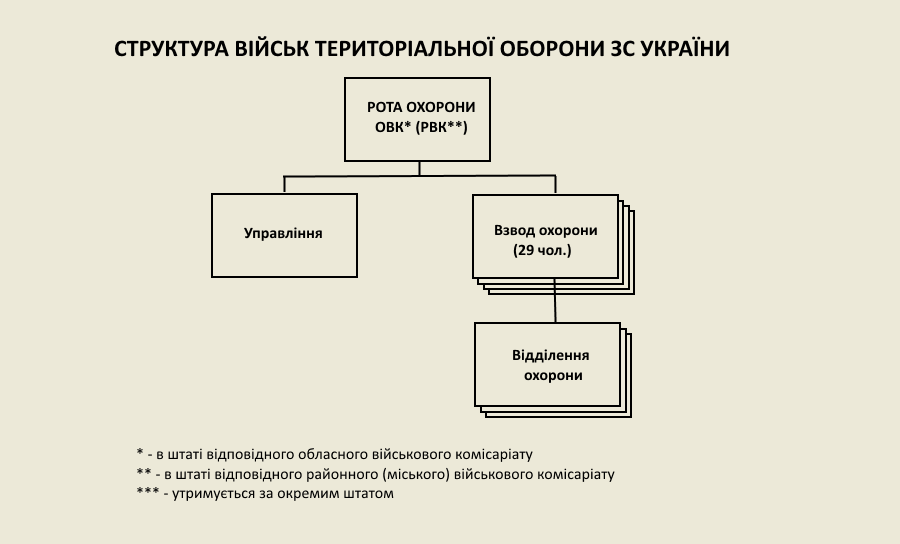
Структура роти охорони військового комісаріату
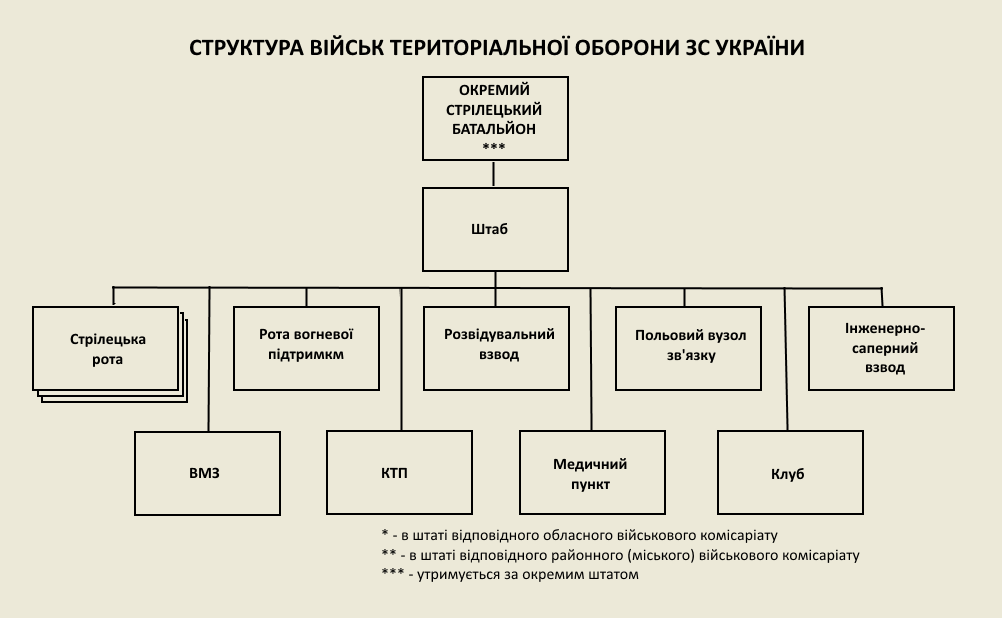
Структура стрілецького батальйону
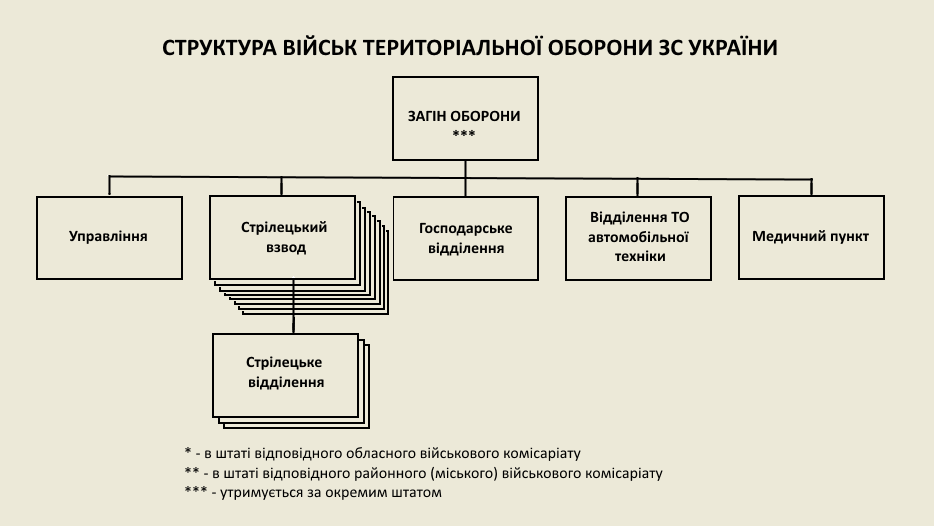
Структура загону оборони

Рота охорони військового комісаріату:
- Управління роти
- 4 взводи охорони (по 29 осіб)
- Відділення охорони

Окремий стрілецький батальйон:
- Управління (штаб) батальйону
- 3 стрілецькі роти
- Рота вогневої підтримки
- Розвідувальний взвод
- Польовий вузол зв'язку
- Інженерно-саперний взвод
- Взвод матеріального забезпечення
- Контрольно-технічний пункт
- Медичний пункт
- Клуб

Загін оборони:
- Управління загону
- 9 стрілецьких взводів
- Господарське відділення
- Відділення технічного обслуговування автомобільної техніки
- Медичний пункт

| Зона територіальної оборони | Підрозділ                                                       | Підпорядкування |
| --------------------------- | --------------------------------------------------------------- | --------------- |
| Вінницька область           | 1-й окремий стрілецький батальйон (Вінниця, в/ч A7085)          | 66 ОМБр         |
| Волинська область           | 2-й окремий стрілецький батальйон (в/ч A7086)                   | 68 ОЄБр         |
| Дніпропетровська область    | 3-й окремий стрілецький батальйон (в/ч A7087)                   | 53 ОМБр         |
| Житомирська область         | 4-й окремий стрілецький батальйон (Житомир, в/ч A7088)          |                 |
| Закарпатська область        | 5-й окремий стрілецький батальйон (в/ч A7089)                   | 118 ОМБр        |
| Запорізька область          | 6-й окремий стрілецький батальйон (Розумівка, в/ч A7090)        |                 |
| Івано-Франківська область   | 7-й окремий стрілецький батальйон (Івано-Франківськ, в/ч A7091) | 65 ОМБр         |
| Київська область            | 8-й окремий стрілецький батальйон (Фастів, в/ч A7092)           | 78 ОДШП         |
| Кіровоградська область      | 9-й окремий стрілецький батальйон (в/ч A7093)                   | 57 ОМПБр        |
| Львівська область           | 10-й окремий стрілецький батальйон (в/ч A7094)                  |                 |
| Миколаївська область        | 11-й окремий стрілецький батальйон (Миколаїв, в/ч A7095)        |                 |
| Одеська область             | 12-й окремий стрілецький батальйон (в/ч A7096)                  | 110 ОМБр        |
| Полтавська область          | 13-й окремий стрілецький батальйон (Вакуленці, в/ч A7097)       |                 |
| Рівненська область          | 14-й окремий стрілецький батальйон (в/ч A7098)                  |                 |
| Сумська область             | 15-й окремий стрілецький батальйон (Суми, в/ч A7099)            |                 |
| Тернопільська область       | 16-й окремий стрілецький батальйон (в/ч A7100)                  |                 |
| Харківська область          | 17-й окремий стрілецький батальйон (в/ч A7101)                  |                 |
| Херсонська область          | 18-й окремий стрілецький батальйон (Херсон, в/ч A7102)          |                 |
| Хмельницька область         | 19-й окремий стрілецький батальйон (в/ч A7103)                  | 21 ОМБр         |
| Черкаська область           | 20-й окремий стрілецький батальйон (Черкаси, в/ч A7104)         | 115 ОМБр        |
| Чернівецька область         | 21-й окремий стрілецький батальйон (Чернівці, в/ч A7105)        | 44 ОМБр         |
| Чернігівська область        | 22-й окремий стрілецький батальйон (в/ч A7106)                  |                 |
| Київ                        | 23-й окремий стрілецький батальйон (в/ч A7107)                  |                 |
| Донецька область            |                                                                 |                 |
| Луганська область           | [ 75 ]                                                          |                 |
| АРК                         | формування фактично відсутні                                    |                 |
| Севастополь                 | формування фактично відсутні                                    |                 |

## Керівництво
Безпосереднє керівництво територіальною обороною здійснюється:
1. на всій території України — Головнокомандувачем Збройних Сил України через Командувача Сил територіальної оборони Збройних Сил України;
2. у межах військово-сухопутної зони — керівником регіонального органу військового управління Сил територіальної оборони Збройних Сил України через регіональний орган військового управління Сил територіальної оборони Збройних Сил України;
3. у межах зони територіальної оборони — керівником зони територіальної оборони через штаб зони територіальної оборони;
4. у межах району територіальної оборони — керівником району територіальної оборони через штаб району територіальної оборони.

### Командувачі
- 2020—2022: генерал-майор Баргилевич Анатолій Владиславович[77]
- 01.01.2022—15.05.2022: бригадний генерал Галушкін Юрій Алімович[78][79][70][74]
- 15.05.2022—09.10.2023: генерал-майор Танцюра Ігор Іванович[80][81]
- 09.10.2023—11.02.2024: генерал-майор Баргилевич Анатолій Владиславович[82]
- з 11.02.2024: генерал-майор Плахута Ігор Вікторович[83]

## Символіка
У травні 2019 року було опубліковано одну з перших цілісних концепцій символіки ВТО України, яка передбачає окремий колір берету, окремий беретний знак та систему нарукавних знаків.
У квітні 2022 року Тарас Компаніченко, який сам вступив до лав київської тероборони, запропонував як гімн або ж марш територіальної оборони пісню «Ми йдем» на слова Спиридона Черкасенка.
В 2023 році волонтерами із Дніпра було створено і записано свій варіант гімну ТрО України, автор пісні та виконавець — Сергій Красний, автор музики — Євген Родзян.

## Вшанування
2020 року було встановлено День територіальної оборони України, який відзначається щороку в першу неділю жовтня.

## У нумізматиці
3 жовтня 2022 року Національний банк України ввів в обіг обігову пам'ятну монету «Сили територіальної оборони Збройних Сил України».

### Документи
- Закон України «Про основи національного спротиву»

### Новини
- Командувач Сил тероборони Галушкін розповів про їх мету та завдання// Укрінформ, 11.01.2022
- Батальйон територіальної оборони сформували в «Десні». www.gorod.cn.ua. Портал Чернігова. 15 червня 2011. Архів оригіналу за 11 червня 2018. Процитовано 11 червня 2018.
- Навіщо Україні ТРО, або про фізичне знищення переможених…. mediarnbo.org. Інформаційно-аналітичний центр національної безпеки України. 20 грудня 2016. Архів оригіналу за 20 липня 2017. Процитовано 20 липня 2017.
- Структура військ територіальної оборони Збройних Сил України. www.ukrmilitary.com. Ukrainian Military Pages. 31 серпня 2015. Процитовано 11 червня 2018.
- Росія створила дивізію територіальної оборони в окупованому Криму. www.ukrmilitary.com. Ukrainian Military Pages. 15 вересня 2016. Процитовано 11 червня 2018.
- Рух 100.
- Територіальна оборона
- Війська територіальної оборони «окупували» полігони
- По всій Україні, на полігонах тривають навчання загонів територіальної оборони
- У Волинській області тривають широкомасштабні навчання із бійцями загонів територіальної оборони
- Навчання загонів територіальної оборони на Вінниччині.
- В Одесі пройшло заняття з територіальної оборони. www.mil.gov.ua. Міністерство оборони України. 17 грудня 2017. Процитовано 17 грудня 2017.
- Ольга Прокопенко (2 грудня 2017). Резервний захист миру. ukurier.gov.ua. Урядовий кур'єр. Процитовано 15 січня 2018.
- Іван Якубець (26 серпня 2014). Україна. Проблеми територіальної оборони. cacds.org.ua. Центр дослідження армії конверсії й роззброєння. Архів оригіналу за 6 жовтня 2014. Процитовано 19 травня 2018.
- Територіальна оборона
- Бригада територіальної оборони
- Михайло Жирохов (12 червня 2018). Трехуровневый резерв. Как в Украине строят систему территориальной обороны. www.dsnews.ua. Ділова столиця. Процитовано 12 червня 2018.(рос.)
- Підготовка до великої війни: відбуваються навчання тероборони по всій Україні. mil.in.ua. Український мілітарний портал. 15 червня 2018. Процитовано 15 червня 2018.
- Денис Москалик (14 листопада 2018). Інтерв'ю бійця Чернігівської 119-ї окремої бригади територіальної оборони. petrimazepa.com. Петро та Мазепа. Процитовано 14 листопада 2018.
- Територіальну оборону кардинально реформують. www.ukrmilitary.com. Ukrainian Military Pages. 25 липня 2019. Процитовано 25 липня 2019.
- Новий командувач ТрО Плахута керував Внутрішніми військами під час розгону Майдану, 11.02.24 року.

### Соцмережі і власний сайт
- Сайт Національного спротиву

### Відео
- Гімн ТРО України